# 能登丼

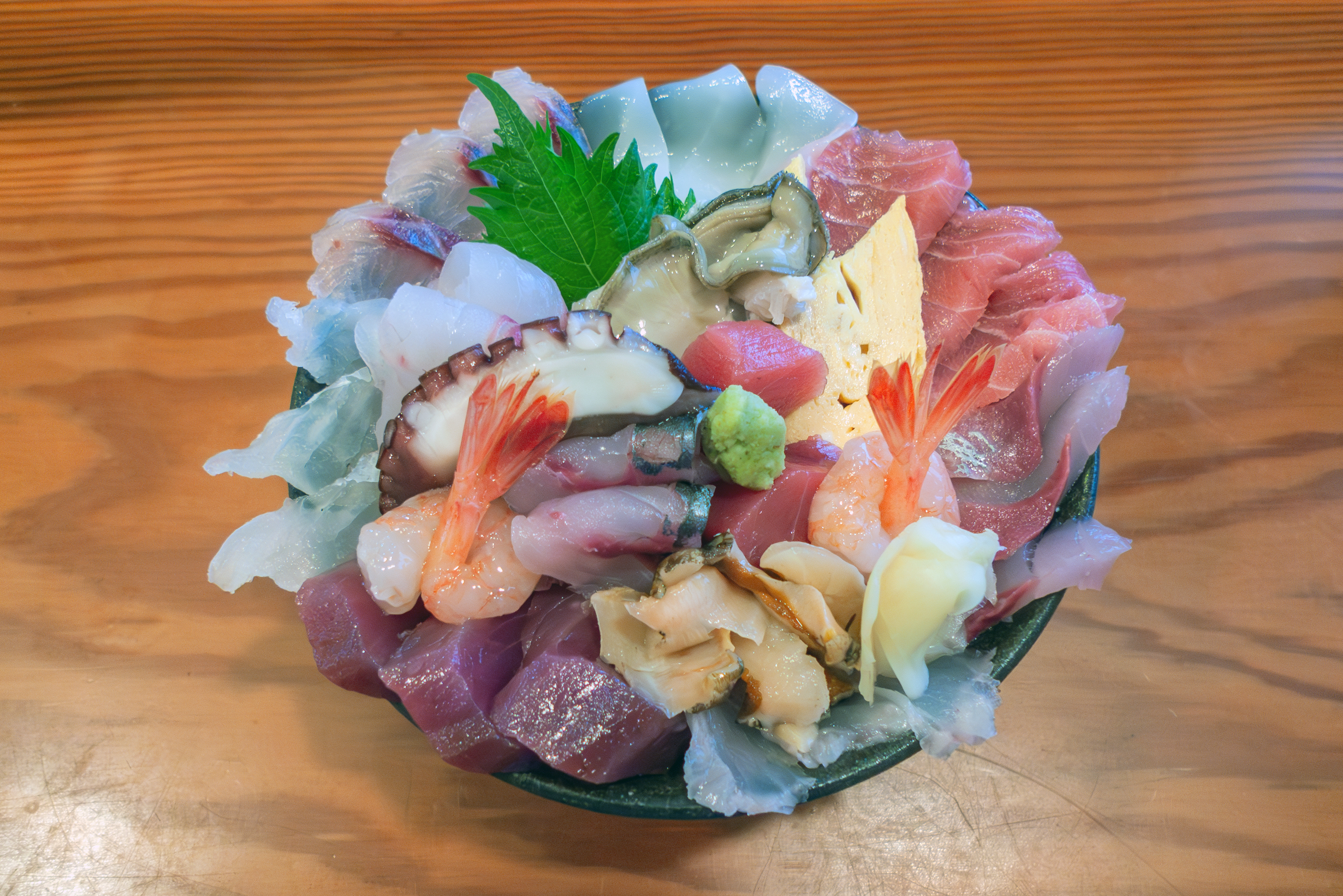
穴水町の寿司店で提供される能登丼

能登丼（のとどん）は、石川県の奥能登地区で提供されているご当地グルメの丼である。地域団体商標。
2007年の能登半島地震で観光客が減少したことをきっかけに、輪島市、珠洲市、穴水町、能登町、民間事業者、地域づくり団体などによって設立された「奥能登ウェルカムプロジェクト推進協議会」が推進する「奥能登食彩紀行プロジェクト」のもと開発された料理。奥能登産のコシヒカリと日本海の深層水、メインの食材に地元産の魚介類・肉類・野菜または伝統保存食を使用している。料理を提供する器と箸も能登産のものを使い、箸は客に進呈される。